# Evidência empírica
Evidência empírica para uma proposição é evidência, ou seja, o que apoia ou refuta esta proposição, que é constituída por ou acessível a experiência sensorial ou procedimento experimental. A evidência empírica é de importância central para as ciências e desempenha um papel em vários outros campos, como a epistemologia e o direito.
Não há um acordo geral sobre como os termos evidência e empírico devem ser definidos. Frequentemente, campos diferentes trabalham com concepções bastante diferentes. Na epistemologia, evidência é o que justifica crenças ou o que determina se manter uma certa crença é racional. Isto só é possível se a evidência é possuída pela pessoa, o que levou vários epistemólogos a conceber a evidência na forma de estados mentais privados, como experiências ou outras crenças. Na filosofia da ciência, por outro lado, evidência é entendida como o que confirma ou desconfirma hipóteses científicas e arbitra entre teorias concorrentes. Para este papel, é importante que evidência seja pública e incontroversa, como objetos ou eventos físicos observáveis e, ao contrário dos estados mentais privados, para que a evidência possa fomentar o consenso científico. O termo empírico vem do grego ἐμπειρία (empeiría), ou seja, 'experiência'. Neste contexto, é geralmente entendido como o que é observável, em contraste com objetos inobserváveis ou teóricos. É normalmente aceito que a percepção sem ajuda técnica constitui observação, mas é questionado até que ponto os objetos acessíveis apenas à percepção com ajuda técnica, como bactérias vistas através de um microscópio ou pósitrons detectados em uma câmara de nuvens, devem ser considerados observáveis.
A evidência empírica é essencial para o conhecimento a posteriori ou conhecimento empírico, conhecimento cuja justificação ou falsificação depende da experiência ou do experimento. O conhecimento a priori, por outro lado, é visto como inato ou justificado pela intuição racional e, portanto, como não dependente da evidência empírica. O racionalismo aceita plenamente que há conhecimento a priori, que ou é rejeitado completamente pelo empirismo ou aceito apenas de forma restrita como conhecimento das relações entre nossos conceitos, mas não como pertencente ao mundo externo.
A evidência científica está intimamente relacionada à evidência empírica, mas nem todas as formas de evidência empírica cumprem os padrões ditados pelos métodos científicos. As fontes de evidência empírica às vezes são divididas em observação e experimentação, com a diferença de que apenas a experimentação envolve manipulação ou intervenção: os fenômenos são criados ativamente em vez de serem observados passivamente.

## Definição
Uma coisa é evidência para uma proposição se apoia epistemicamente esta proposição ou indica que a proposição apoiada é verdadeira. A evidência é empírica se é constituída por ou acessível a experiência sensorial. Há várias teorias concorrentes sobre a definição exata dos termos "evidência" e "empírico". Diferentes campos, como a epistemologia, as ciências ou o sistema jurídico, muitas vezes associam conceitos diferentes a estes termos. Uma distinção importante entre as teorias de evidência é se elas identificam evidência com estados mentais privados ou com objetos físicos públicos. Com relação ao termo "empírico", há uma disputa sobre onde traçar a linha entre objetos observáveis ou empíricos em contraste com objetos inobserváveis ou meramente teóricos.

### Evidência
O conceito de evidência é de importância central na epistemologia e na filosofia da ciência, mas desempenha papéis diferentes nestes dois campos.
Na epistemologia, evidência é o que justifica crenças ou o que determina se manter uma certa atitude doxástica é racional. Por exemplo, a experiência olfativa de cheirar fumaça justifica ou torna racional manter a crença de que algo está queimando. Geralmente se sustenta que para que a justificação funcione, a evidência tem que ser possuída pelo crente. A maneira mais simples de explicar este tipo de possessão de evidência é sustentar que a evidência consiste nos estados mentais privados possuídos pelo crente. Alguns filósofos restringem a evidência ainda mais, por exemplo, apenas aos estados mentais conscientes, proposicionais ou facticos. Restringir a evidência a estados mentais conscientes tem a consequência implausível de que muitas crenças simples cotidianas seriam injustificadas. É por isso que é mais comum sustentar que todos os tipos de estados mentais, incluindo as crenças armazenadas, mas atualmente inconscientes, podem atuar como evidência. Vários dos papéis desempenhados pela evidência no raciocínio, por exemplo, no raciocínio explicativo, probabilístico e dedutivo, sugerem que evidência tem que ser de natureza proposicional, ou seja, que é expressa corretamente por verbos de atitude proposicional como "acreditar" junto com uma frase usando "que", como "que algo está queimando". Mas isso vai contra a prática comum de tratar experiências sensoriais não proposicionais, por exemplo, as dores corporais, como evidência. Seus defensores às vezes o combinam com a visão de que evidência tem que ser factica, ou seja, que apenas atitudes em relação a proposições verdadeiras constituem evidência. Segundo este ponto de vista, não há evidência enganosa. Portanto, a experiência olfativa de fumaça no exemplo acima contaria como evidência se foi produzida por um fogo, mas não se foi produzida por um gerador de fumaça. Esta posição tem problemas para explicar por que ainda é racional que o sujeito acreditar que há um fogo, embora a experiência olfativa não possa ser considerada evidência.
Na filosofia da ciência, a evidência é entendida como o que confirma ou desconfirma hipóteses científicas e arbitra entre teorias concorrentes. As medições da órbita "anômala" de Mercúrio, por exemplo, constituem evidência que desempenha o papel de árbitro neutro entre a teoria da gravitação de Newton e a de Einstein ao confirmar a teoria de Einstein. Para o consenso científico, é fundamental que a evidência seja pública e incontroversa, como objetos ou eventos físicos observáveis e em oposição aos estados mentais privados. Desta forma, pode atuar como uma base compartilhada para os proponentes de teorias concorrentes. Duas questões que ameaçam este papel são o problema da subdeterminação e a carga teórica. O problema da subdeterminação diz respeito ao fato de que a evidência disponível muitas vezes fornece igual suporte a qualquer uma das teorias e, portanto, não pode arbitrar entre elas. A carga teórica refere-se à ideia de que a evidência já inclui suposições teóricas. Estas suposições podem impedi-la de agir como árbitro neutro. Também pode levar a uma falta de evidência compartilhada se diferentes cientistas não compartilham essas suposições. Thomas Kuhn é um importante defensor da posição de que a carga teórica em relação aos paradigmas científicos desempenha um papel central na ciência.

### Evidência empírica
A visão tradicional propõe que a evidência é empírica se é constituída por ou acessível à experiência sensorial. Isto implica experiências que surgem da estimulação dos órgãos sensoriais, como experiências visuais ou auditivas, mas o termo é frequentemente usado em um sentido mais amplo, incluindo memórias e introspecção. É geralmente visto como excluindo experiências puramente intelectuais, como insights racionais ou intuições usadas para justificar princípios lógicos ou matemáticos básicos. Os termos "empírico" e "observável" estão intimamente relacionados e às vezes são usados como sinônimos.
Há um debate ativo na filosofia da ciência contemporânea sobre o que deve ser considerado observável ou empírico em contraste com objetos inobserváveis ou meramente teóricos. Há um consenso geral de que objetos cotidianos como livros ou casas, são observáveis, pois são acessíveis através da percepção sem ajuda técnica. Mas o desacordo começa com objetos que só são acessíveis através da percepção com ajuda técnica, como usar telescópios para estudar galáxias distantes, usar microscópios para estudar bactérias ou usar câmaras de nuvens para estudar pósitrons. Portanto, a questão é se galáxias distantes, bactérias ou pósitrons devem ser considerados objetos observáveis ou meramente teóricos. Alguns até sustentam que qualquer processo de medição de uma entidade deve ser considerado uma observação desta entidade. Neste sentido, o interior do Sol é observável, já que os neutrinos originários dele podem ser detectados. A dificuldade desse debate é que há uma continuidade de casos que vão desde olhar algo a olho nu, através de uma janela, através de um par de óculos, através de um microscópio, etc. Devido a esta continuidade, traçar a linha entre quaisquer dois casos adjacentes parece ser arbitrário. Uma maneira de evitar estas dificuldades é sustentar que é um erro identificar o empírico com o que é observável ou sensível. Em vez disso, foi sugerido que evidência empírica pode incluir entidades inobserváveis, contanto que sejam detectáveis através de medidas adequadas. Um problema com esta abordagem é que ela está bastante longe do significado original de "empírico", que contém a referência à experiência.

## Conceitos relacionados

### Conhecimento a posteriori e a priori
Diz-se que o conhecimento ou a justificativa de uma crença é a posteriori se é baseado em evidências empíricas. A posteriori se refere ao que depende da experiência (o que vem depois da experiência), em contraste com a priori, que significa o que é independente da experiência (o que vem antes da experiência). Por exemplo, a proposição de que "nenhum solteiro é casado" é conhecível a priori, já que sua verdade depende apenas do significado das palavras usadas na expressão. A proposição "alguns solteiros são felizes", por outro lado, só é conhecível a posteriori, já que depende da experiência do mundo para sua justificação. Immanuel Kant sustentou que a diferença entre a posteriori e a priori equivale à distinção entre conhecimento empírico e não empírico.
Duas questões centrais para esta distinção dizem respeito ao sentido relevante de "experiência" e de "dependência". A justificação paradigmática do conhecimento a posteriori consiste na experiência sensorial, mas outros fenômenos mentais, como a memória ou a introspecção, também são normalmente incluídos nela. Mas experiências puramente intelectuais, como insights racionais ou intuições usadas para justificar princípios lógicos ou matemáticos básicos, são normalmente excluídas dela.  Há diferentes sentidos em que se pode dizer que o conhecimento depende da experiência. Para conhecer uma proposição, o sujeito tem que ser capaz de entreter esta proposição, ou seja, possuir os conceitos relevantes. Por exemplo, a experiência é necessária para entreter a proposição "se algo é completamente vermelho, então não é completamente verde" porque os termos "vermelho" e "verde" têm que ser adquiridos desta forma. Mas o sentido de dependência mais relevante para a evidência empírica diz respeito ao estado de justificação de uma crença. Assim, experiência pode ser necessária para adquirir os conceitos relevantes no exemplo acima, mas dado que esses conceitos são possuídos, nenhuma experiência adicional fornecendo evidência é necessária para saber que a proposição é verdadeira, razão pela qual ela é considerada justificada a priori.

### Empirismo e racionalismo
Em seu sentido mais estrito, o empirismo é a visão de que todo conhecimento é baseado na experiência ou que toda justificação epistêmica surge da evidência empírica. Isto contrasta com a visão racionalista, que sustenta que alguns conhecimentos são independentes da experiência, seja porque são inatos ou porque são justificados apenas pela razão ou pela reflexão racional. Expressado através da distinção entre conhecimento a priori e a posteriori da seção anterior, o racionalismo afirma que há conhecimento a priori, que é negado pelo empirismo nesta forma estrita. Uma dificuldade para os empiristas é explicar a justificação do conhecimento pertencente a campos como matemática e lógica, por exemplo, que 3 é um número primo ou que o modus ponens é uma forma válida de dedução. A dificuldade se deve ao fato de que parece não haver um bom candidato de evidência empírica que possa justificar estas crenças. Tais casos levaram os empiristas a permitir certas formas de conhecimento a priori, por exemplo, no que diz respeito a tautologias ou relações entre nossos conceitos. Estas concessões preservam o espírito de empirismo na medida em que a restrição à experiência ainda se aplica ao conhecimento sobre o mundo externo.  Em alguns campos, como a metafísica ou a ética, a escolha entre empirismo e racionalismo faz diferença não apenas pela forma como uma determinada afirmação é justificada, mas também se ela é justificada em absoluto. Isto é melhor exemplificado na metafísica, onde os empiristas tendem a assumir uma posição cética, negando assim a existência do conhecimento metafísico, enquanto os racionalistas buscam a justificação para afirmações metafísicas em intuições metafísicas.

### Evidência científica
A evidência científica está intimamente relacionada à evidência empírica. Mas alguns argumentaram que há um sentido em que nem todas as evidências empíricas constituem evidências científicas. Uma razão para isto é que os padrões ou critérios que os cientistas aplicam às evidências excluem certas evidências que são legítimas em outros contextos. Por exemplo, a evidência anedótica de um amigo sobre como tratar uma determinada doença constitui evidência empírica de que este tratamento funciona, mas não seria considerada evidência científica. Outros argumentaram que a definição empirista tradicional de evidência empírica como evidência perceptiva é estrita demais para grande parte da prática científica, que usa evidências de vários tipos de equipamentos não perceptivos.
Um elemento central da evidência científica é que ela foi alcançada seguindo o método científico. Mas as pessoas confiam em várias formas de evidência empírica em sua vida cotidiana que não foram obtidas desta forma e, portanto, não se qualificam como evidência científica. Um problema com a evidência não científica é que ela é menos confiável, por exemplo, devido a vieses cognitivos como o efeito de ancoragem, no qual a informação obtida anteriormente recebe mais peso.

### Observação, experimentação e método científico
Na filosofia da ciência, às vezes se sustenta que existem duas fontes de evidência empírica: observação e experimentação.  A ideia por trás desta distinção é que apenas a experimentação envolve manipulação ou intervenção: os fenômenos são ativamente criados em vez de serem passivamente observados. Por exemplo, inserir DNA viral em uma bactéria é uma forma de experimentação, enquanto estudar órbitas planetárias através de um telescópio pertence à mera observação. Nestes casos, o DNA mutado foi produzido ativamente pelo biólogo, enquanto as órbitas planetárias são independentes do astrônomo que as observa. Aplicado à história da ciência, às vezes se sustenta que a ciência antiga é principalmente observacional, enquanto a ênfase na experimentação está presente apenas na ciência moderna e é responsável pela revolução científica. Isto às vezes é expresso através da frase  de que a ciência moderna ativamente "coloca questões à natureza". Essa distinção também está subjacente à categorização das ciências em ciências experimentais, como a física, e ciências observacionais, como a astronomia. Embora a distinção é relativamente intuitiva em casos paradigmáticos, provou-se difícil dar uma definição geral de "intervenção" aplicável a todos os casos, razão pela qual às vezes é totalmente rejeitada.